# Шрамування

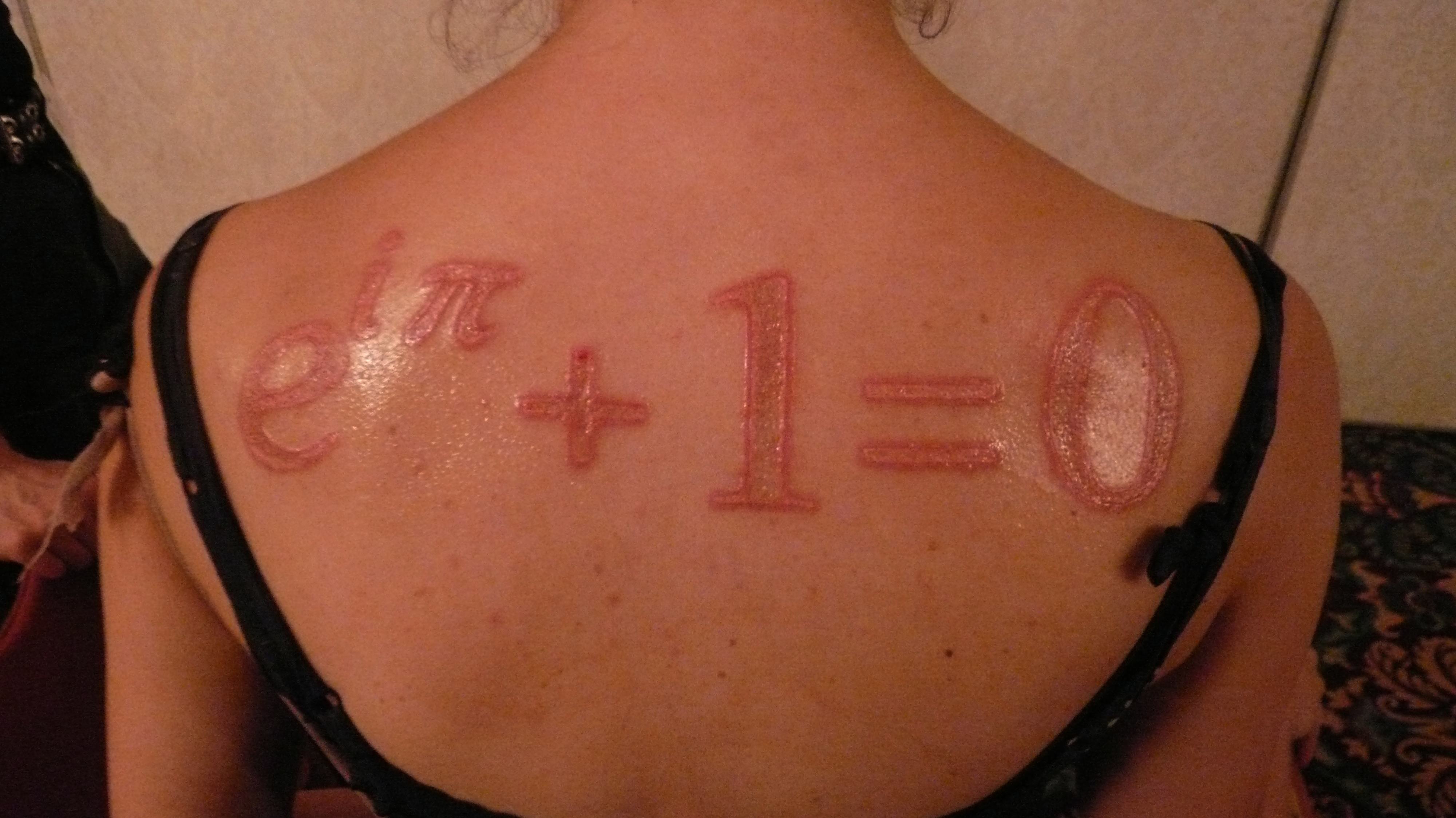
Приклад шрамування

Шрамування (від лат. scarifico — дряпаю) — спеціальне нанесення на тіло шрамів, які в закінченому вигляді являють собою який-небудь малюнок або візерунок.
В наш час, зазвичай, до шрамування вдаються або шанувальники екстравагантного модифікування тіла, або ті люди, які вже мають шрами і бажають їх замаскувати. Також, шрамування використовують замість татуювання.

## Історія
Мистецтво шрамування сягає своїм корінням в глибоке минуле. Ще в давні часи представники древніх африканських племен[хто?] наносили на тіло шрами з метою позначення свого соціального статусу або в процесі ритуальних обрядів. Ритуал нанесення шрамів був у них розвинений для відмінності приналежності людини до якого-небудь племені.[джерело?] У деяких племен ритуал нанесення шрамів був ритуалом прийняття чоловіка у воїни.

## Теорія

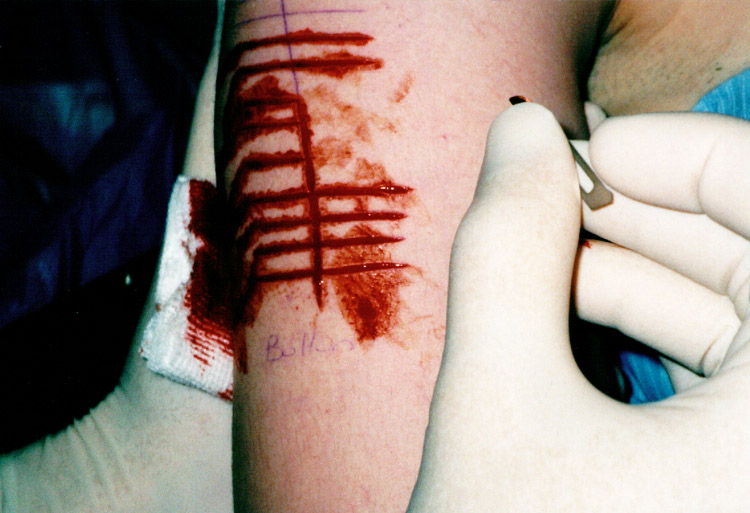
Процес шрамування

Існує кілька різноманітних технік нанесення шрамів. Простий шрам робиться перпендикулярно поверхні, варіюється лише глибина занурення скальпеля в шкіру. У підсумку виходить витончений, але малопомітний малюнок. Для отримання опуклого шраму надріз виробляється під нахилом. Підсумком такого шрамування стає об'ємний малюнок. Нарешті, деякі шанувальники екстремального шрамування воліють наносити на тіло «увігнуті» шрами. Вони виходять в процесі зрізання скальпелем верхнього шару шкіри. Малюнок у підсумку являє собою поглиблення на тілі.
Процедура шрамування досить болюча. Найчастіше її роблять під місцевою анестезією. Грамотно виконати шрамування може тільки досвідчений фахівець, який використовує стерильний медичний інструментарій. У жодному разі не варто намагатися зробити собі шрамування самостійно або просити допомоги у друзів або знайомих. Адже це, по суті, невелика хірургічна операція. І якщо робити її в неналежних умовах або з використанням підручного побутового інструменту, можна отримати серйозні ускладнення.
Також шрамування в XXI столітті почало набувати популярність у деяких неформальних субкультур (готика, нео-рок).[джерело?] Найпопулярнішими місцями для шрамів на тілі є кисті рук (імітація порізаних вен) і спина.

## Ідентичність
Шрамування можна використовувати для передачі складних повідомлень про ідентичність; такі постійні позначки на тілі можуть підкреслювати фіксовані соціальні, політичні та релігійні ролі. Татуювання, шрами та пірсинг, якщо їх робити добровільно, можуть стати способами показати світові автобіографію людини через поверхню тіла.